# Consejo Nacional para la Integración de la Persona con Discapacidad
El Consejo Nacional para la Integración de la Persona con Discapacidad (CONADIS) es un organismo público con autonomía técnica, administrativa, económica y financiera, el cual es parte del Ministerio de la Mujer y Poblaciones Vulnerables del Perú, cuya labor es la inclusión de personas con discapacidad.
Está organizado con un Consejo Directivo del CONADIS conformado por 15 representantes. El organismo es financiado con un porcentaje del impuesto que generan de los juegos de lotería.
En el 27 de octubre de 2016 se declaró en reorganización mediante una resolución oficial, el proceso terminará en 90 días.
Conadis registra las personas con discapacidad que facilita el acceso a servicios básicos como tener pase libre en el transporte urbano e interurbano a las personas con discapacidad severa o obtener una pensión no contributiva las personas con discapacidad severa en situación de pobreza.